# Gedeon Wołk Łaniewski
Gedeon Wołk Łaniewski herbu Korczak (ur. 1636 roku) – sędzia grodzki nowogródzki w latach 1689–1705, stolnik starodubowski w latach 1689–1705, podstoli starodubowski w latach 1665–1688/1689.
Żonaty z Katarzyną Siliczówną.
Był wyznawcą kalwinizmu.